# Gussignies
Gussignies és un municipi francès, situat a la regió dels Alts de França, al departament del Nord. L'any 2006 tenia 339 habitants.

## Demografia
| 1962                                       | 1968 | 1975 | 1982 | 1990 | 1999 |
| ------------------------------------------ | ---- | ---- | ---- | ---- | ---- |
| 210                                        | 306  | 246  | 261  | 290  | 279  |
| Des de 1962: població sense dobles comptes |      |      |      |      |      |

## Administració
| Període | Identitat             | Partit |
| ------- | --------------------- | ------ |
| 2001-   | Jean-Jacques Bakalarz |        |